# LBC Express
LBC Express Inc, ursprünglich gegründet als Luzon Brokerage Company, ist ein philippinischer Kurier-Express-Paket-Dienst sowie ein Zahlungsdienstleister für Rücküberweisungen. Das Unternehmen ist zu 100 % im Besitz der börsennotierten Muttergesellschaft LBC Express Holdings Inc.

## Geschichte
Gegründet wurde die Firma 1945 von Carlos Araneta unter dem Namen Luzon Brokerage Company als Frachtenmakler und Luftfrachtagentur. Bereits kurze Zeit später erfolgte eine Umbenennung in LBC Air Cargo, Inc., um die in den Anfangsjahren vorwiegende Tätigkeit als Luftfrachtagent im Firmennamen zu verdeutlichen. In den folgenden Jahren wuchs die Firma auf den Philippinen zum führenden Anbieter nationaler Kurierdienste heran, bevor dann 1985 mit der Gründung einer Filiale in San Francisco in den USA auch die Expansion ins Ausland begann. Mit dieser ersten Auslandsgründung bot LBC fortan auch die als balikbayan box bekannte Versandart an, ein auf Auslands-Filipinos zugeschnittenes Angebot, mit dem diese relativ kostengünstig Pakete aus dem Ausland an die Familien im Heimatland senden können. Am 26. April 1988 erfolgte die offizielle Umbenennung auf den heutigen Firmennamen LBC Express, Inc., da sich das Kurier- und Expressgeschäft mittlerweile zum Hauptgeschäftsfeld der Firma entwickelt hatte.
Ab den frühen 1980er Jahren stieg LBC Express auch in das inländische Remittance-Geschäft ein, einem Zahlungsservice mit Bargeldtransfers, welcher hauptsächlich von Personen ohne eigenes Bankkonto genutzt wird. Ab 1987 wurde das Angebot von eingehenden Zahlungsdienstleistungen zunächst auf die USA und später auf rund dreißig weitere Länder in den Regionen Nordamerika, Asia-Pacific, Europa und dem Mittleren Osten ausgeweitet. Überwiegend wird dieser Service von Filipinos genutzt, die in diesen Regionen arbeiten und Geld an die Familien zu Hause auf den Philippinen senden. 
Im Jahr 2012 erreichte LBC auf den Philippinen einen Marktanteil von 62 % im inländischen Expressgeschäft. Seit 2015 ist LBC Express über die Muttergesellschaft LBC Express Holdings Inc. an der philippinischen Wertpapierbörse PSE gelistet. 
Heute verfügt LBC Express über mehr als 1500 Standorte auf den Philippinen sowie über Auslandsniederlassungen in Australien, Österreich, Bahrain, Brunei, Frankreich, Deutschland, Guam, China (Hongkong und Macau), Kanada, Irland, Island, Italien, Japan, Südkorea, Kuwait, Malaysia, Malta, den Niederlanden, auf den Nördlichen Marianen, in Portugal, Katar, Saipan, Saudi-Arabien, Singapur, Spanien, der Schweiz, Taiwan, den Vereinigten Arabischen Emiraten, dem Vereinigten Königreich und den USA. 

## Bilder

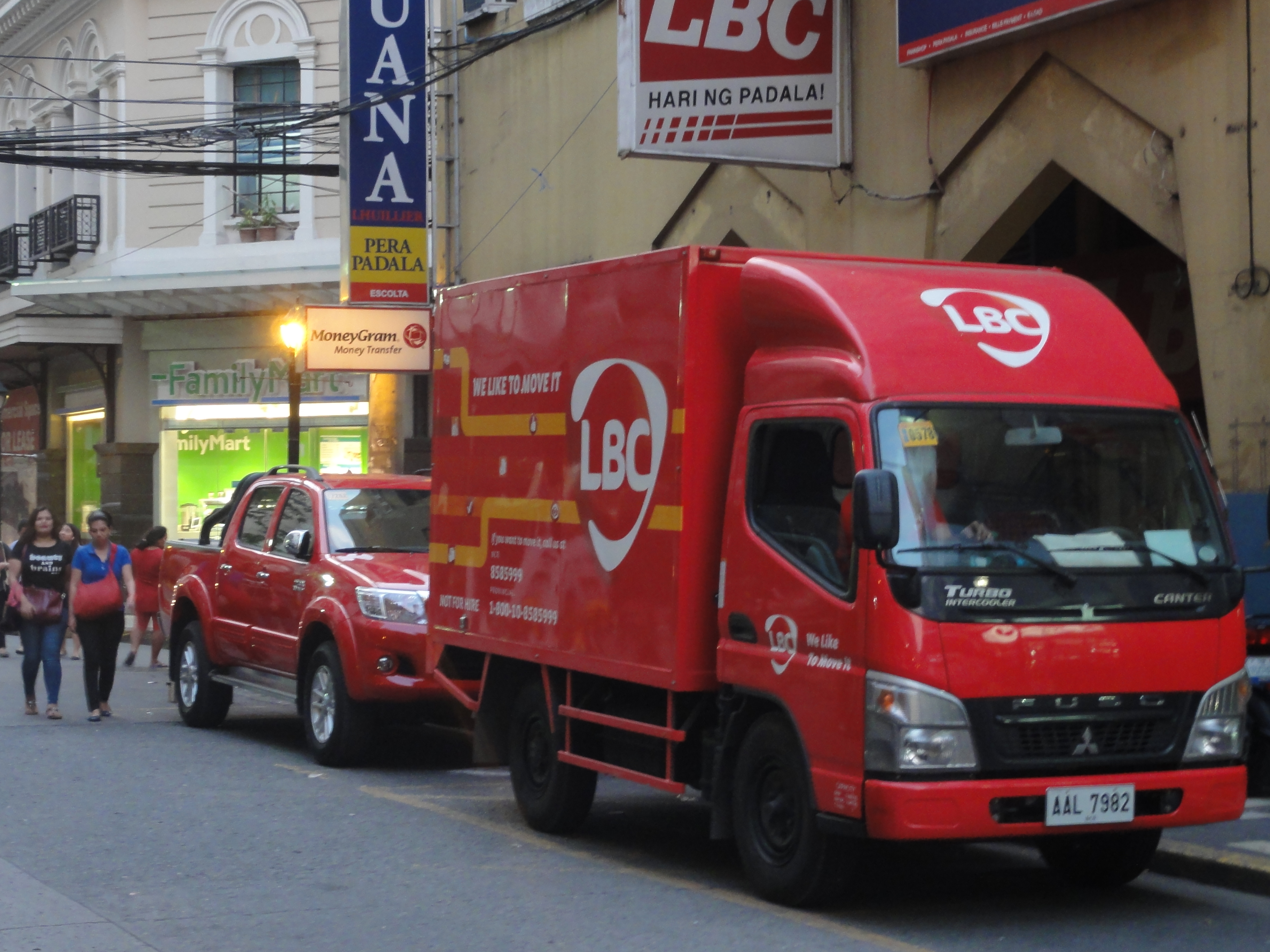
LBC Ausliefer-LKW in Binondo, Manila
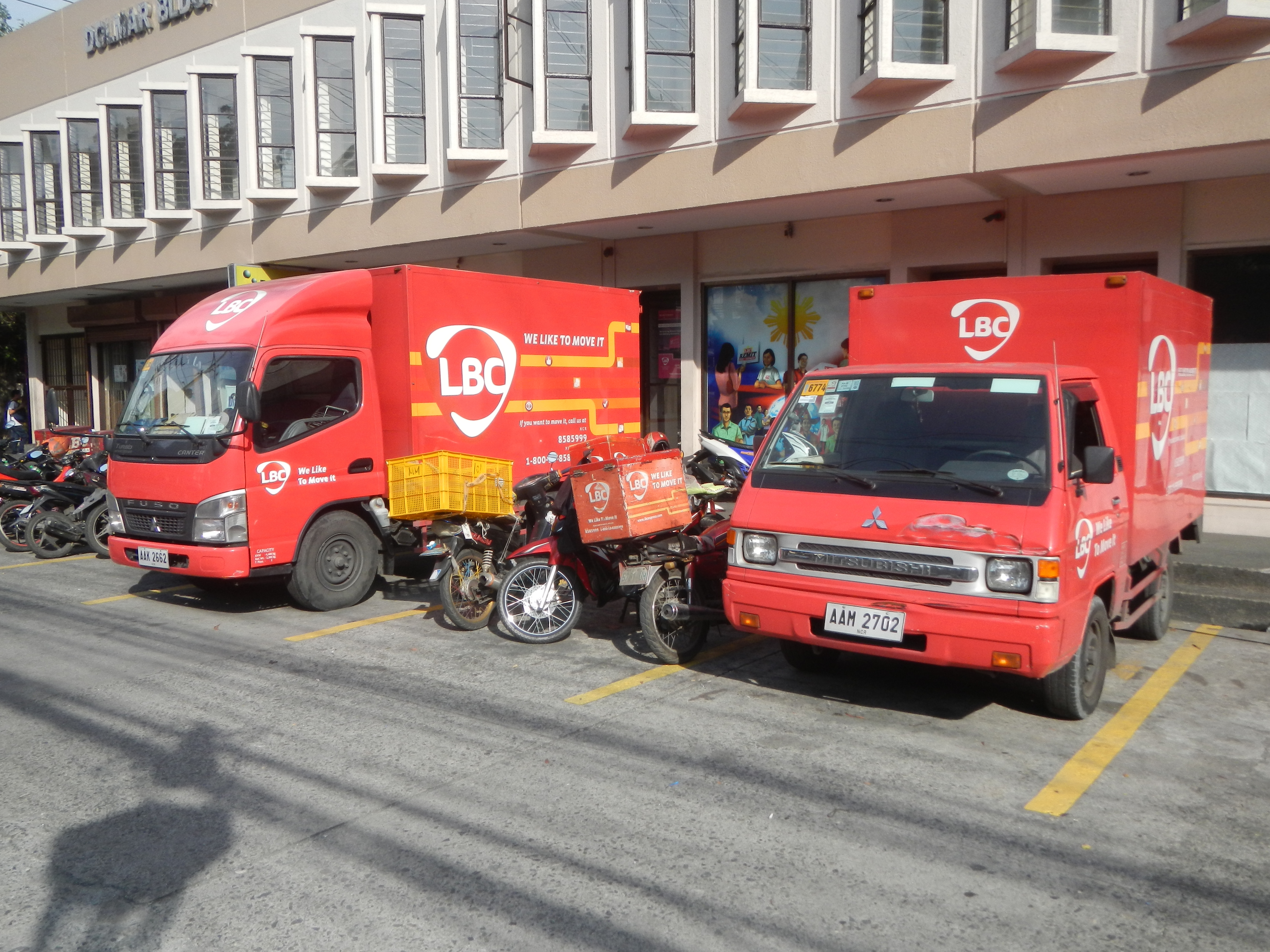
LBC Auslieferfahrzeuge in Manila